# Scherma ai Giochi della XV Olimpiade - Fioretto individuale maschile
La competizione del fioretto individuale maschile  di scherma ai Giochi della XV Olimpiade si tenne i giorni 23 e 24 luglio 1952 ai campi da tennis di Espoo presso Helsinki.

## Risultati

### 1º Turno
Si è disputato il 23 luglio. Sette gruppi eliminatori i primi quattro classificati accedevano al secondo turno assieme ai tre schermidori delle squadre classificate ai primi quattro posti del torneo a squadre.
| Nazione  | Atleta              |
| -------- | ------------------- |
| Francia  | Christian d'Oriola  |
| Francia  | Jacques Lataste     |
| Francia  | Jéhan Buhan         |
| Italia   | Edoardo Mangiarotti |
| Italia   | Giancarlo Bergamini |
| Italia   | Manlio Di Rosa      |
| Ungheria | Endre Palócz        |
| Ungheria | Endre Tilli         |
| Ungheria | Lajos Maszlay       |
| Egitto   | Mahmoud Younes      |
| Egitto   | Mohamed Ali Riad    |
| Egitto   | Salah Dessouki      |

| Pos. | Atleta            | Nazione          | Vittorie | Sconfitte | Stoccate contro |
| ---- | ----------------- | ---------------- | -------- | --------- | --------------- |
| 1    | Vasile Chelaru    | Romania          | 4        | 1         | 12              |
| 2    | Nate Lubell       | Stati Uniti      | 4        | 1         | 14              |
| 3    | Benito Ramos      | Messico          | 4        | 1         | 19              |
| 4    | Mark Midler       | Unione Sovietica | 3        | 1         | 11              |
| 5    | Karl Bach         | Saar             | 2        | 4         | 28              |
| 6    | Ricardo Rimini    | Uruguay          | 0        | 4         | 20              |
| 7    | Augusto Gutiérrez | Venezuela        | 0        | 5         | 25              |

| Pos. | Atleta         | Nazione          | Vittorie | Sconfitte | Stoccate contro |
| ---- | -------------- | ---------------- | -------- | --------- | --------------- |
| 1    | Rolf Magnusson | Svezia           | 5        | 1         | 14              |
| 2    | German Bokun   | Unione Sovietica | 4        | 1         | 13              |
| 3    | Félix Galimi   | Argentina        | 4        | 1         | 17              |
| 4    | Raymond Paul   | Gran Bretagna    | 3        | 3         | 23              |
| 5    | Ivan Lund      | Australia        | 3        | 3         | 23              |
| 6    | Juan Kavanagh  | Venezuela        | 1        | 5         | 28              |
| 7    | Roland Asselin | Canada           | 0        | 6         | 30              |

| Pos. | Atleta                 | Nazione   | Vittorie | Sconfitte | Stoccate contro |
| ---- | ---------------------- | --------- | -------- | --------- | --------------- |
| 1    | Bo Knud Arvid Eriksson | Svezia    | 4        | 1         | 16              |
| 2    | Nicolae Marinescu      | Romania   | 3        | 2         | 17              |
| 3    | Norman Casmir          | Germania  | 3        | 2         | 21              |
| 4    | Sergio Iesi            | Uruguay   | 2        | 3         | 17              |
| 5    | Harold Thuillier       | Irlanda   | 2        | 3         | 18              |
| 6    | Jock Gibson            | Australia | 1        | 4         | 22              |

| Pos. | Atleta           | Nazione       | Vittorie | Sconfitte | Stoccate contro |
| ---- | ---------------- | ------------- | -------- | --------- | --------------- |
| 1    | André Verhalle   | Belgio        | 5        | 1         | 16              |
| 2    | René Paul        | Gran Bretagna | 4        | 2         | 17              |
| 3    | Jerzy Twardokens | Polonia       | 4        | 1         | 16              |
| 4    | Fulvio Galimi    | Argentina     | 3        | 2         | 17              |
| 5    | Kurt Wahl        | Germania      | 2        | 4         | 25              |
| 6    | Shinichi Maki    | Giappone      | 2        | 4         | 27              |
| 7    | Rubén Soberón    | Guatemala     | 0        | 6         | 30              |

| Pos. | Atleta              | Nazione       | Vittorie | Sconfitte | Stoccate contro |
| ---- | ------------------- | ------------- | -------- | --------- | --------------- |
| 1    | Leif Klette         | Norvegia      | 5        | 2         | 21              |
| 2    | Nils Rydström       | Svezia        | 5        | 2         | 26              |
| 3    | Luke Wendon         | Gran Bretagna | 5        | 1         | 16              |
| 4    | John Fethers        | Australia     | 5        | 2         | 20              |
| 5    | Julius Eisenecker   | Germania      | 2        | 4         | 20              |
| 6    | Paddy Duffy         | Irlanda       | 2        | 4         | 27              |
| 7    | Ernst Rau           | Saar          | 2        | 5         | 28              |
| 8    | Giovanni Bertorelli | Venezuela     | 0        | 6         | 30              |

| Pos. | Atleta           | Nazione     | Vittorie | Sconfitte | Stoccate contro |
| ---- | ---------------- | ----------- | -------- | --------- | --------------- |
| 1    | Gustave Balister | Belgio      | 5        | 1         | 13              |
| 2    | Albert Axelrod   | Stati Uniti | 5        | 0         | 10              |
| 3    | Kurt Lindeman    | Finlandia   | 3        | 3         | 21              |
| 4    | Andrei Vîlcea    | Romania     | 3        | 3         | 22              |
| 5    | José Rodríguez   | Argentina   | 3        | 3         | 23              |
| 6    | Edward Brooke    | Canada      | 1        | 4         | 22              |
| 7    | Eduardo López    | Guatemala   | 0        | 6         | 30              |

| Pos. | Atleta            | Nazione          | Vittorie | Sconfitte | Stoccate contro |
| ---- | ----------------- | ---------------- | -------- | --------- | --------------- |
| 1    | Paul Valcke       | Belgio           | 4        | 2         | 18              |
| 2    | Yulen Uralov      | Unione Sovietica | 4        | 1         | 12              |
| 3    | Daniel Bukantz    | Stati Uniti      | 4        | 1         | 16              |
| 4    | Jerzy Pawłowski   | Polonia          | 3        | 2         | 18              |
| 5    | Heikki Raitio     | Finlandia        | 1        | 4         | 21              |
| 6    | Günther Knödler   | Saar             | 1        | 4         | 22              |
| 7    | Abelardo Menéndez | Cuba             | 1        | 4         | 24              |

### 2º Turno
Si è disputato il 23 luglio. Sei gruppi eliminatori i primi tre classificati accedevano alle semifinali.
| Pos. | Atleta                 | Nazione          | Vittorie | Sconfitte | Stoccate contro |
| ---- | ---------------------- | ---------------- | -------- | --------- | --------------- |
| 1    | Manlio Di Rosa         | Italia           | 4        | 0         | 10              |
| 2    | Salah Dessouki         | Egitto           | 3        | 2         | 22              |
| 3    | Bo Knud Arvid Eriksson | Svezia           | 3        | 1         | 12              |
| 4    | Jerzy Twardokens       | Polonia          | 2        | 3         | 20              |
| 5    | Raymond Paul           | Gran Bretagna    | 1        | 3         | 18              |
| 6    | Mark Midler            | Unione Sovietica | 0        | 4         | 20              |

| Pos. | Atleta              | Nazione     | Vittorie | Sconfitte | Stoccate contro |
| ---- | ------------------- | ----------- | -------- | --------- | --------------- |
| 1    | Giancarlo Bergamini | Italia      | 4        | 2         | 15              |
| 2    | Mahmoud Younes      | Egitto      | 4        | 2         | 20              |
| 3    | Albert Axelrod      | Stati Uniti | 4        | 2         | 21              |
| 4    | Jerzy Pawłowski     | Polonia     | 3        | 3         | 26              |
| 5    | Kurt Lindeman       | Finlandia   | 3        | 3         | 26              |
| 6    | Félix Galimi        | Argentina   | 2        | 4         | 28              |
| 7    | Sergio Iesi         | Uruguay     | 1        | 5         | 25              |

| Pos. | Atleta              | Nazione       | Vittorie | Sconfitte | Stoccate contro |
| ---- | ------------------- | ------------- | -------- | --------- | --------------- |
| 1    | Edoardo Mangiarotti | Italia        | 6        | 0         | 7               |
| 2    | Mohamed Ali Riad    | Egitto        | 4        | 2         | 21              |
| 3    | Nils Rydström       | Svezia        | 4        | 2         | 25              |
| 4    | Fulvio Galimi       | Argentina     | 2        | 4         | 24              |
| 5    | Luke Wendon         | Gran Bretagna | 2        | 3         | 18              |
| 6    | Paul Valcke         | Belgio        | 2        | 3         | 21              |
| 7    | Nicolae Marinescu   | Romania       | 0        | 6         | 30              |

| Pos. | Atleta             | Nazione          | Vittorie | Sconfitte | Stoccate contro |
| ---- | ------------------ | ---------------- | -------- | --------- | --------------- |
| 1    | René Paul          | Gran Bretagna    | 5        | 1         | 17              |
| 2    | Christian d'Oriola | Francia          | 4        | 2         | 16              |
| 3    | Endre Tilli        | Ungheria         | 4        | 2         | 23              |
| 4    | Yulen Uralov       | Unione Sovietica | 4        | 2         | 19              |
| 5    | Gustave Balister   | Belgio           | 2        | 4         | 26              |
| 6    | Norman Casmir      | Germania         | 1        | 5         | 28              |
| 7    | Benito Ramos       | Messico          | 1        | 5         | 29              |

| Pos. | Atleta          | Nazione          | Vittorie | Sconfitte | Stoccate contro |
| ---- | --------------- | ---------------- | -------- | --------- | --------------- |
| 1    | Jacques Lataste | Francia          | 6        | 0         | 10              |
| 2    | Endre Palócz    | Ungheria         | 4        | 2         | 14              |
| 3    | André Verhalle  | Belgio           | 4        | 2         | 23              |
| 4    | Daniel Bukantz  | Stati Uniti      | 3        | 3         | 23              |
| 5    | German Bokun    | Unione Sovietica | 2        | 4         | 25              |
| 6    | Leif Klette     | Norvegia         | 1        | 5         | 29              |
| 7    | Andrei Vîlcea   | Romania          | 1        | 5         | 29              |

| Pos. | Atleta         | Nazione     | Vittorie | Sconfitte | Stoccate contro |
| ---- | -------------- | ----------- | -------- | --------- | --------------- |
| 1    | Jéhan Buhan    | Francia     | 4        | 1         | 12              |
| 2    | Lajos Maszlay  | Ungheria    | 3        | 2         | 17              |
| 3    | Nate Lubell    | Stati Uniti | 2        | 3         | 20              |
| 4    | Rolf Magnusson | Svezia      | 2        | 3         | 23              |
| 5    | Vasile Chelaru | Romania     | 2        | 3         | 23              |
| 6    | John Fethers   | Australia   | 2        | 3         | 21              |

### Semifinali
Si sono disputate il 24 luglio. Tre gruppi eliminatori i primi tre classificati accedevano al girone finale.
| Pos. | Atleta              | Nazione     | Vittorie | Sconfitte | Stoccate contro |
| ---- | ------------------- | ----------- | -------- | --------- | --------------- |
| 1    | Jéhan Buhan         | Francia     | 4        | 1         | 14              |
| 2    | Giancarlo Bergamini | Italia      | 4        | 1         | 14              |
| 3    | Endre Tilli         | Ungheria    | 3        | 2         | 19              |
| 4    | André Verhalle      | Belgio      | 3        | 2         | 18              |
| 5    | Nate Lubell         | Stati Uniti | 1        | 4         | 24              |
| 6    | Mohamed Ali Riad    | Egitto      | 0        | 5         | 25              |

| Pos. | Atleta              | Nazione     | Vittorie | Sconfitte | Stoccate contro |
| ---- | ------------------- | ----------- | -------- | --------- | --------------- |
| 1    | Edoardo Mangiarotti | Italia      | 5        | 0         | 11              |
| 2    | Jacques Lataste     | Francia     | 4        | 1         | 13              |
| 3    | Salah Dessouki      | Egitto      | 2        | 3         | 17              |
| 4    | Lajos Maszlay       | Ungheria    | 2        | 3         | 19              |
| 5    | Albert Axelrod      | Stati Uniti | 1        | 4         | 22              |
| 6    | Nils Rydström       | Svezia      | 1        | 4         | 23              |

| Pos. | Atleta                 | Nazione       | Vittorie | Sconfitte | Stoccate contro |
| ---- | ---------------------- | ------------- | -------- | --------- | --------------- |
| 1    | Christian d'Oriola     | Francia       | 4        | 1         | 13              |
| 2    | Manlio Di Rosa         | Italia        | 4        | 1         | 16              |
| 3    | Mahmoud Younes         | Egitto        | 3        | 2         | 18              |
| 4    | Endre Palócz           | Ungheria      | 2        | 3         | 20              |
| 5    | Bo Knud Arvid Eriksson | Svezia        | 1        | 4         | 22              |
| 6    | René Paul              | Gran Bretagna | 1        | 4         | 23              |

### Girone Finale
Si è disputato il 24 luglio. 
| Pos.    | Atleta              | Nazione  | Vittorie | SF | SC | Incontri | Incontri | Incontri | Incontri | Incontri | Incontri | Incontri | Incontri | Incontri |
| Pos.    | Atleta              | Nazione  | Vittorie | SF | SC | dOR      | MAN      | dRO      | LAT      | BUA      | YOU      | DES      | BER      | TIL      |
| ------- | ------------------- | -------- | -------- | -- | -- | -------- | -------- | -------- | -------- | -------- | -------- | -------- | -------- | -------- |
| Oro     | Christian d'Oriola  | Francia  | 8        | 40 | 12 | X        | 5-3      | 5-3      | 5-3      | 5-0      | 5-0      | 5-0      | 5-1      | 5-2      |
| Argento | Edoardo Mangiarotti | Italia   | 6        | 36 | 21 | 3-5      | X        | 5-4      | 5-1      | 3-5      | 5-2      | 5-0      | 5-3      | 5-1      |
| Bronzo  | Manlio Di Rosa      | Italia   | 5        | 35 | 22 | 3-5      | 4-5      | X        | 3-5      | 5-2      | 5-2      | 5-1      | 5-0      | 5-2      |
| 4       | Jacques Lataste     | Francia  | 4        | 30 | 31 | 3-5      | 1-5      | 5-3      | X        | 5-3      | 4-5      | 2-5      | 5-2      | 5-3      |
| 5       | Jéhan Buhan         | Francia  | 4        | 29 | 33 | 0-5      | 5-3      | 2-5      | 3-5      | X        | 4-5      | 5-2      | 5-4      | 5-4      |
| 6       | Mahmoud Younes      | Egitto   | 4        | 27 | 33 | 0-5      | 2-5      | 2-5      | 5-4      | 5-4      | X        | 3-5      | 5-2      | 5-3      |
| 7       | Salah Dessouki      | Egitto   | 2        | 21 | 35 | 0-5      | 0-5      | 1-5      | 5-2      | 2-5      | 5-3      | X        | 4-5      | 4-5      |
| 8       | Giancarlo Bergamini | Italia   | 2        | 22 | 36 | 1-5      | 3-5      | 0-5      | 2-5      | 4-5      | 2-5      | 5-4      | X        | 5-2      |
| 9       | Endre Tilli         | Ungheria | 1        | 22 | 39 | 2-5      | 1-5      | 2-5      | 3-5      | 4-5      | 3-5      | 5-4      | 2-5      | X        |